# Bruttii

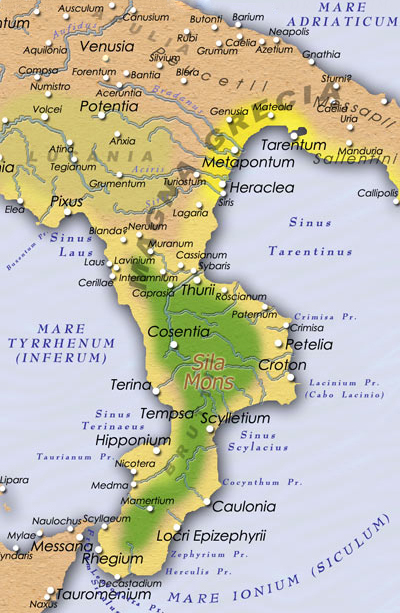
Das Gebiet der Bruttii im 3. Jahrhundert v. Chr. (grün)

Die Bruttii (eingedeutscht Bruttier) – auch Brittii – waren ein antikes italisches Volk in Unteritalien, das zu den Oskern gehörte. Der Name, der wohl zunächst nur ein italisches Volk mit Wohnsitzen im Innern des heutigen Kalabrien bezeichnete und dann auf die ganze Halbinsel ausgedehnt wurde, die fortan Bruttium genannt wurde, soll aus dem Lukanischen stammen. Die Bruttii sollen, als Abtrünnige der Lukaner, wie diese aus dem Norden gekommen sein und sich, nach Unterwerfung und Verdrängung der ursprünglichen Bevölkerung, im Innern des Silagebietes festgesetzt haben, während das fruchtbare Küstengebiet von den Griechen der Graecia magna kolonisiert und besetzt blieb.

## Geschichte

### Erste antike Nachrichten zu den Bruttii
Zuerst werden die Bruttii vom antiken sizilisch-griechischen Geschichtsschreiber Diodorus Siculus zum Jahr 452 v. Chr erwähnt. Sicherer sind sie seit der Mitte des 4. Jahrhunderts v. Chr. historisch bezeugt, als die Lukaner, aus dem Norden kommend, die Herrschaft der griechischen Kolonien an der Küste beendeten. Bis 357 v. Chr. lebten die Bruttii, in Abhängigkeit von den Lukanern im Süden, im Silawald als Hirten und Köhler. Im Jahr 357 bis 356 v. Chr. erhoben sie sich. Sie überwanden die Vorherrschaft der Lukaner durch einen kriegerischen Angriff, eroberten die griechischen Küstenstädte Terina und Hipponion sowie andere antike griechische Städte der Graecia magna und gründeten den Städtebund der Bruttii mit Consentia als Hauptort.

### Bruttischer Bund

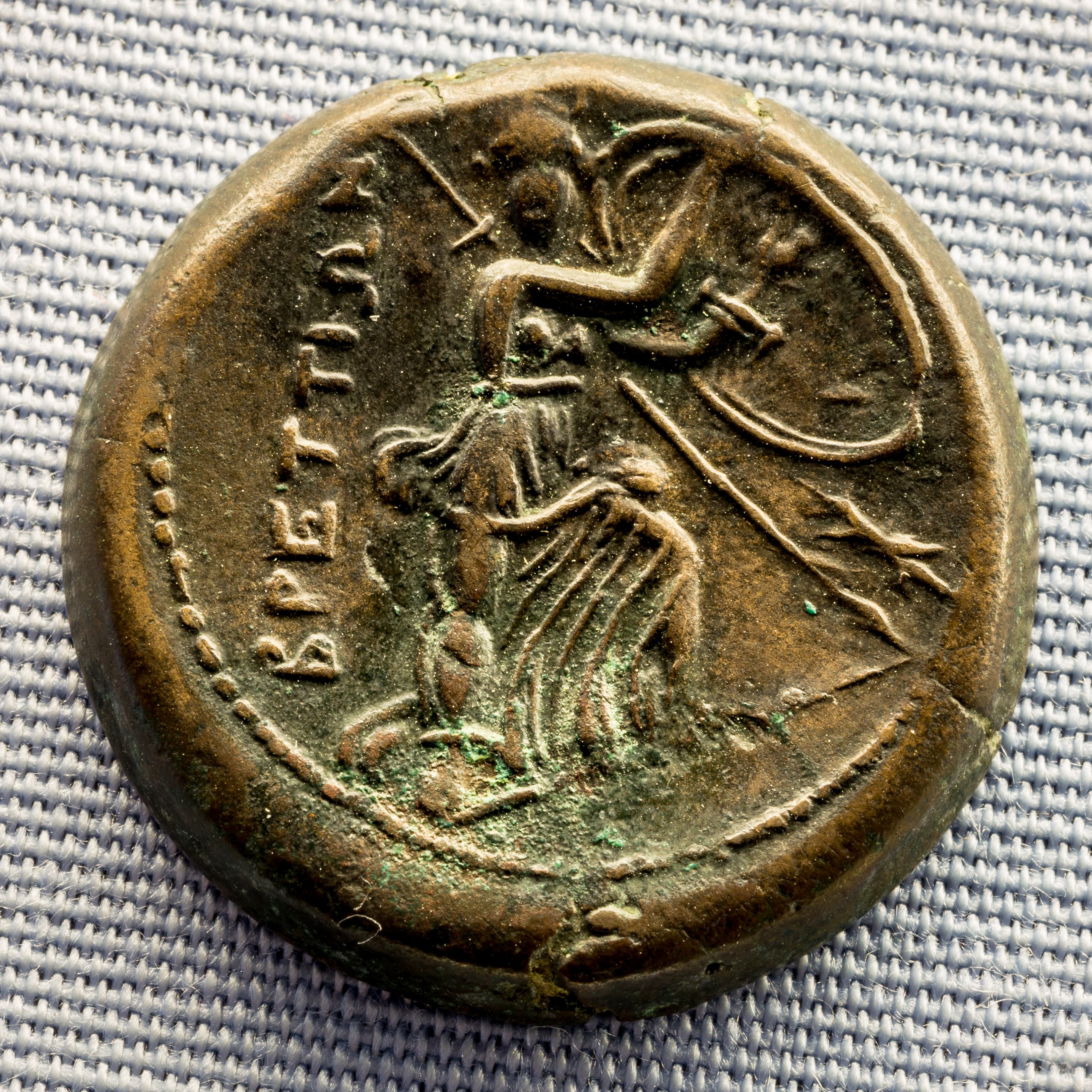
Bronzene Münze der Bruttii (ΒΡΕΤΤΙΩΝ), datiert in die Zeit von 208 bis 205 v. Chr.

Vom Ende des 4. bis Ende des 3. Jahrhunderts v. Chr. zeigen sich die Bruttii mit ihrem Städtebund als ein machtvolles und geschlossenes Gemeinwesen. Aus dieser Zeit stammen die Münzen mit der griechischen Aufschrift Βρεττίων, neben dem Oskischen herrschte auch das Griechische vor. Als Städte des Bundes führt der römische Geschichtsschreiber Titus Livius, neben dem Hauptort Consentia, die Städte Aufugum, Bergae, Besidiae, Ocriculum, Lymphaeum, Argentanum und Clampetia an. Die Lage ist nur für Consentia und Clampetia bekannt. Dass die von Titus Livius genannten duodecim populi für alle Gruppen der jeweiligen Einwohner der Städte des bruttischen Bundes stehen, ist nicht sicher; mit Namen führt er hier nur die Consentini und Taurini auf. Außerdem bezeugt Strabon, dass die Bruttii vermutlich den Griechen Temesa abnahmen.
In den Jahren 333 bis 331 v. Chr. wehrte sich der Bund der Bruttii trotz einiger Niederlagen erfolgreich gegen den vom wichtigsten Machtzentrum der Graecia magna – Tarent – gerufenen Alexander Molossos von Epeiros, Alexander Molossos besiegte zwar die Bruttii und eroberte Consentia und Terina zurück, wurde aber bald darauf verraten und fiel 331 v. Chr. bei Pandosia.
Auch gegen Agathokles von Syrakus, der Hipponion um 300 v. Chr. erobert hatte, setzten sich die Bruttii durch und blieben unabhängig. Zudem kämpften die Bruttii – vor dem Abschluss eines Friedensvertrages um 320 v. Chr. – gegen die griechischen Städte Thurioi, Lokroi und Kroton.
Diese antiken Nachrichten bezeugen offensichtlich, dass um 300 v. Chr. die ganze Küste des Golfs von Santa Eufemia noch im Besitz der Bruttii war. Petelia an der Ostseite der kalabrischen Halbinsel war die bedeutendste Stadt, die den Griechen abgenommen wurde. Die weiter südlich gelegenen griechischen Städte Skylakion, Kaulon, Lokroi und Rhegion blieben selbständige Städte außerhalb des bruttischen Städtebundes.

### Zur Ankunft der Römer im Bundesgebiet der Bruttii
Erste antike Nachrichten zum bruttischen Bund in Verbindung mit den Römern kamen während des pyrrhischen Krieges auf. Zusammen mit Pyrrhos kämpften die Bruttii gegen die Römer. Die Triumphaltafel verzeichnet für die Zeit von 278 bis 272 v. Chr. sechs römische Triumphe über die Lukaner, Bruttier und Samniten (lateinisch Lucaneis Bruttieis Samnitibus). Nach Überwindung des Pyrrhos wurde den Bruttii die Hälfte des Silawaldes abgenommen und zum römischen Staatsgebiet erklärt.
Zwei Jahre nach dem Ausbruch des Zweiten Punischen Kriegs fielen die Bruttii 216 v. Chr. zum in Italien eingefallenen karthagischen Feldherrn Hannibal ab, dessen letzte Zuflucht sie waren. Gold-, Silber- und Bronzemünzen mit der Legende Βρεττίων und griechischen Typen stammen aus dieser Zeit. Während dieses Kriegs kämpften die Bruttii überwiegend für Hannibal; hier hielt sich der Punier auch noch in der letzten Phase des Krieges in den Jahren von 207 bis 203 v. Chr, während sonst die ganze Apenninhalbinsel bereits von den Römern unterworfen worden war. Nach Beendigung des Krieges verloren die Bruttii ihre Unabhängigkeit und spielten als Volk sowie Städtebund keine Rolle mehr.
Die römische Herrschaft wurde weiter befestigt durch die Fortführung zweier Bürgerkolonien nach Temesa und Kroton (194 v. Chr.) sowie einer Kolonie latinischen Rechtes nach Hipponion, dessen Name in Vibo Valentia geändert wurde, und nach Copia in den Jahren 194 bis 192 v. Chr. Im Jahr 132 v. Chr. baute der Konsul Publius Popillius Laenas die nach ihm benannte große Straße via Popilia von Capua über Consentia und Vibo nach Rhegion und bewirkte in Ausführung der gracchischen Ackergesetze, dass Teile des ager publicus, das als Weideland verpachtet war, Ackerbürgern (aratores) zugewiesen wurden. In diesem Zusammenhang gründete Popilius das Forum Popillium in Polla in Lukanien und an der via Aemilia einen weiteren gleichnamigen Ort.
Schwer angeschlagen durch Verwüstungen und römische Strafmaßnahmen im Bundesgebiet – ein bruttischer Aufruhr wurde um 186 v. Chr. im Keim erstickt – löste sich der bruttische Bund auf. Die Bruttii nahmen zwar nicht am Bundesgenossenkrieg teil, dennoch wurde ihr Gebiet, Bruttium, wie alle Gebiete der italischen Stämme auf der Apenninhalbinsel, unter Kaiser Augustus Rom angegliedert. Erschlossen durch den Bau römischer Straßen 153 v. Chr. unter dem Konsul Publius Popillius Laenas (via Popilia) sowie 128 v. Chr. unter dem Konsul Titus Annius Luscus (via Annia) bildete Bruttium zusammen mit Lukanien die dritte Region Italias.

## Inschriften
Inschriften des vierten und dritten Jahrhunderts v. Chr. mit griechischem Alphabet und in oskischer Sprache weisen auf archäologische Hinterlassenschaften der italischen Bruttier hin. Zum Beispiel in Castiglione de Paludi zeugen oskische Inschriften auf Dachziegeln eines Gebäude der archäologischen Stätte möglicherweise von einer bruttischen Siedlung, vielleicht das antike italische Cossa.

## Ausgaben und Übersetzungen
- Stefan Radt (Hrsg.): Strabons Geographika. Band 6: Buch V–VIII: Kommentar. Vandenhoeck & Ruprecht, Göttingen 2007, ISBN 978-3-525-25955-9 (Digitalisat). (maßgebliche Ausgabe mit Übersetzung)